# Liga Mistrzyń UEFA (2014/2015)
Liga Mistrzów UEFA Kobiet w sezonie 2014/15 – dwunasta edycja najważniejszych w hierarchii i pod względem prestiżu międzynarodowych, kobiecych klubowych rozgrywek piłkarskich federacji zrzeszonych w UEFA. Jest to jednocześnie piąta edycja rozgrywania rozgrywek pod szyldem UEFA Women's Champions League (Liga Mistrzów UEFA Kobiet). Do udziału w nich przystąpiła liczba 54 drużyn z 46 federacji.
Prawo udziału w rozgrywkach otrzymali wszyscy zwycięzcy zmagań ligowych poszczególnych federacji oraz 8 drużyn z drugich miejsc w ośmiu najwyżej notowanych ligach (niemieckiej, szwedzkiej, francuskiej, szwedzkiej, rosyjskiej, angielskiej, włoskiej, duńskiej, włoskiej i austriackiej). Zwycięzcy 14 najsilniejszych lig europejskich oraz wszystkie 8 ekip z drugich miejsc w najsilniejszych ligach zostali automatycznie przydzieleni do 1/16 finału. Pozostałe 32 zespoły swą walkę rozpoczęły od fazy wstępnej, w której podzielone zostały na 8 czterozespołowych grup. Do następnej fazy awans uzyskali ich zwycięzcy oraz dwa zespoły z najlepszym bilansem z drugich miejsc. Od 1/16 rozgrywki prowadzone były systemem pucharowym. Wstępna faza grupowa została rozegrana w dniach 9–14 sierpnia 2014 roku, spotkania 1/16 finału odbyły się 8–9 października (pierwsze mecze) i 15–16 października (rewanże), 1/8 finału 8–9 i 12–13 listopada, ćwierćfinały 21–22 i 28–29 marca 2015 roku, półfinały 18–19 i 25–26 kwietnia, a finał rozegrany został 14 maja na stadionie Friedrich-Ludwig-Jahn-Sportpark w Berlinie.

## Terminarz
Terminy rozgrywek rozplanowała UEFA następująco:
| Runda         | Losowanie         | Pierwszy mecz         | Drugi mecz              |
| ------------- | ----------------- | --------------------- | ----------------------- |
| Runda wstępna | 26 czerwca 2014   | 9–14 sierpnia 2014    | 9–14 sierpnia 2014      |
| 1/16 finału   | 22 sierpnia 2014  | 8–9 października 2014 | 15–16 października 2014 |
| 1/8 finału    | 22 sierpnia 2014  | 8–9 listopada 2014    | 12–13 listopada 2014    |
| Ćwierćfinały  | 19 listopada 2014 | 21–22 marca 2015      | 28–29 marca 2015        |
| Półfinały     | 19 listopada 2014 | 18–19 kwietnia 2015   | 25–26 kwietnia 2015     |
| Finał         | 19 listopada 2014 | 14 maja 2015          | 14 maja 2015            |

## Runda wstępna
Losowanie grup eliminacyjnych odbyło się 26 czerwca 2014 roku w siedzibie Europejskiej Unii Piłkarskiej w Nyonie. Drużyny przed losowaniem podzielone były na cztery koszyki. Eliminacje odbyły się w dniach 9–14 sierpnia poprzez rozegranie ośmiu turniejów eliminacyjnych (osiem odrębnych grup po cztery zespoły w każdej). Mecze rozegrane zostały systemem każdy z każdym, po jednym spotkaniu. Każdy turniej organizował jeden z ośmiu klubów-gospodarzy, których wyboru dokonano jeszcze przed losowaniem – były to: łotewski Rīgas FS, rumuński CFF Olimpia Cluj, czarnogórski ŽFK Ekonomist, szkocki Glasgow City F.C., chorwacki ŽNK Osijek, litewski Gintra Universitetas, bośniacki SFK 2000 oraz portugalskie Atlético Ouriense. Awans do kolejnej fazy turnieju uzyskali zwycięzcy każdej z grup oraz dwa zespoły z najlepszym bilansem z drugich miejsc (wliczano wyniki meczów z zespołami z miejsca pierwszego i trzeciego).

### Grupy
| Zespół           | Pkt | M | W | R | P | Br+ | Br- | +/- |
| ---------------- | --- | - | - | - | - | --- | --- | --- |
| FC Zürich        | 7   | 3 | 2 | 1 | 0 | 7   | 1   | +6  |
| Konak Belediyesi | 6   | 3 | 2 | 0 | 1 | 13  | 5   | +8  |
| FK Mińsk         | 4   | 3 | 1 | 1 | 1 | 9   | 3   | +6  |
| Rīgas FS         | 0   | 3 | 0 | 0 | 3 | 0   | 20  | -20 |

| Zespół           | Pkt | M | W | R | P | Br+ | Br- | +/- |
| ---------------- | --- | - | - | - | - | --- | --- | --- |
| Raheny United    | 9   | 3 | 3 | 0 | 0 | 6   | 2   | +4  |
| CFF Olimpia Cluj | 6   | 3 | 2 | 0 | 1 | 10  | 3   | +7  |
| FC NSA Sofia     | 3   | 3 | 1 | 0 | 2 | 6   | 6   | 0   |
| Hibernians       | 0   | 3 | 0 | 0 | 3 | 1   | 12  | -11 |

| Zespół          | Pkt | M | W | R | P | Br+ | Br- | +/- |
| --------------- | --- | - | - | - | - | --- | --- | --- |
| MTK Budapest FC | 9   | 3 | 3 | 0 | 0 | 6   | 1   | +5  |
| ŽNK Pomurje     | 6   | 3 | 2 | 0 | 1 | 9   | 2   | +7  |
| Pärnu JK        | 3   | 3 | 1 | 0 | 2 | 2   | 8   | -6  |
| ŽFK Ekonomist   | 0   | 3 | 0 | 0 | 3 | 1   | 7   | -6  |

| Zespół                   | Pkt | M | W | R | P | Br+ | Br- | +/- |
| ------------------------ | --- | - | - | - | - | --- | --- | --- |
| Glasgow City F.C.        | 9   | 3 | 3 | 0 | 0 | 10  | 0   | +10 |
| Żytłobud-1 Charków       | 4   | 3 | 1 | 1 | 1 | 8   | 5   | +3  |
| Glentoran Belfast United | 2   | 3 | 0 | 2 | 1 | 5   | 8   | -3  |
| FK Union Nové Zámky      | 1   | 3 | 0 | 1 | 2 | 3   | 13  | -10 |

| Zespół               | Pkt | M | W | R | P | Br+ | Br- | +/- |
| -------------------- | --- | - | - | - | - | --- | --- | --- |
| ŽNK Osijek           | 9   | 3 | 3 | 0 | 0 | 16  | 1   | +15 |
| ŽFK Spartak Subotica | 6   | 3 | 2 | 0 | 1 | 22  | 1   | +21 |
| Amazones Dramas      | 3   | 3 | 1 | 0 | 2 | 12  | 6   | +6  |
| Goliador Kiszyniów   | 0   | 3 | 0 | 0 | 3 | 0   | 42  | -42 |

| Zespół               | Pkt | M | W | R | P | Br+ | Br- | +/- |
| -------------------- | --- | - | - | - | - | --- | --- | --- |
| Apollon Limassol     | 7   | 3 | 2 | 1 | 0 | 6   | 2   | +4  |
| Gintra Universitetas | 6   | 3 | 2 | 0 | 1 | 8   | 3   | +5  |
| Vllaznia Szkodra     | 4   | 3 | 1 | 1 | 1 | 2   | 6   | -4  |
| KÍ Klaksvík          | 0   | 3 | 0 | 0 | 3 | 2   | 7   | -5  |

| Zespół       | Pkt | M | W | R | P | Br+ | Br- | +/- |
| ------------ | --- | - | - | - | - | --- | --- | --- |
| Medyk Konin  | 9   | 3 | 3 | 0 | 0 | 21  | 1   | +20 |
| SFK 2000     | 4   | 3 | 1 | 1 | 1 | 8   | 3   | +5  |
| Åland United | 4   | 3 | 1 | 1 | 1 | 4   | 8   | -4  |
| ŽFK Kochani  | 0   | 3 | 0 | 0 | 3 | 1   | 22  | -21 |

| Zespół                   | Pkt | M | W | R | P | Br+ | Br- | +/- |
| ------------------------ | --- | - | - | - | - | --- | --- | --- |
| Atlético Ouriense        | 9   | 3 | 3 | 0 | 0 | 4   | 3   | +1  |
| Standard Liège           | 6   | 3 | 2 | 0 | 1 | 11  | 1   | +10 |
| ASA Tel Aviv             | 3   | 3 | 1 | 0 | 2 | 3   | 3   | 0   |
| Cardiff Met. Ladies F.C. | 0   | 3 | 0 | 0 | 3 | 2   | 13  | -9  |

## Faza pucharowa
22 drużyny rozpoczynają zmagania od fazy pucharowej, grono do uzupełnia dziesięć drużyn z rundy wstępnej.

Rozstawione
- Olympique Lyon CC 127.905
- Wolfsburg CC 78.249
- Torres CC 68.035
- Rosengård CC 54.295
- Fortuna Hjørring CC 47.550
- 1. FFC Frankfurt CC 47.249
- SV Neulengbach CC 46.395
- Brøndby CC 45.550
- Sparta Praga CC 45.220
- Linköpings FC CC 44.295
- Paris Saint-Germain CC 39.905
- Zwiezda Perm CC 38.510
- Glasgow City CC 29.260 (kwalifikacje)
- FC Barcelona CC 25.550
- FC Zürich CC 23.600 (kwalifikacje)
- Bristol Academy CC 23.305

Nierozstawione
- Stabæk CC 22.900
- Apollon Limassol CC 21.280 (kwalifikacje)
- Liverpool CC 19.305
- MTK CC 16.285 (kwalifikacje)
- Riazań-WDW CC 15.510
- BIIK Kazygurt CC 14.270
- Brescia CC 13.035
- Twente CC 11.940
- Slavia Praga CC 11.220
- Stjarnan CC 9.610
- ŽNK Osijek CC 6.650 (kwalifikacje)
- ŽNK Pomurje CC 6.475 (kwalifikacje)
- Medyk Konin CC 6.105 (kwalifikacje)
- Gintra Universitetas CC 5.320 (kwalifikacje)
- Atlético Ouriense CC 4.305 (kwalifikacje)
- Raheny United CC 3.640 (kwalifikacje)

### 1/16 finału
| Drużyna 1                            | Wynik dwumeczu | Drużyna 2           | Pierwszy mecz | Drugi mecz  |
| ------------------------------------ | -------------- | ------------------- | ------------- | ----------- |
| Medyk Konin                          | 2:3            | Glasgow City F.C.   | 2:0           | 0:3 (dogr.) |
| Riazań-WDW                           | 1:5            | Rosengård           | 1:3           | 0:2         |
| Brescia                              | 0:14           | Olympique Lyon      | 0:5           | 0:9         |
| Atlético Ouriense                    | 0:9            | Fortuna Hjørring    | 0:3           | 0:6         |
| Slavia Praga                         | 0:4            | FC Barcelona        | 0:1           | 0:3         |
| Raheny United                        | 1:6            | Bristol Academy     | 0:4           | 1:2         |
| BIIK Kazygurt                        | 2:6            | 1. FFC Frankfurt    | 2:2           | 0:4         |
| Gintra Universitetas                 | 2:2 (k. 5:4)   | Sparta Praga        | 1:1           | 1:1 (dogr.) |
| ŽNK Pomurje                          | 3:7            | Torres              | 2:4           | 1:3         |
| Stabæk                               | 1:3            | VfL Wolfsburg       | 0:1           | 1:2         |
| Apollon Limassol                     | 2:3            | Brøndby IF          | 1:0           | 1:2 (dogr.) |
| MTK                                  | 3:4 (br.wyj.)  | SV Neulengbach      | 1:2           | 2:2 (dogr.) |
| ŽNK Osijek                           | 2:7            | FC Zürich           | 2:5           | 0:2         |
| Liverpool                            | 2:4            | Linköpings FC       | 2:1           | 0:3         |
| FC Twente                            | 1:3            | Paris Saint-Germain | 1:2           | 0:1         |
| Stjarnan                             | 3:8            | Zwiezda Perm        | 2:5           | 1:3         |
| Po lewej gospodarz pierwszego meczu. |                |                     |               |             |

### 1/8 finału
| Drużyna 1                            | Wynik dwumeczu | Drużyna 2            | Pierwszy mecz | Drugi mecz |
| ------------------------------------ | -------------- | -------------------- | ------------- | ---------- |
| FC Zürich                            | 4:5            | Glasgow City F.C.    | 2:1           | 2:4        |
| Rosengård                            | 4:1            | Fortuna Hjørring     | 2:1           | 2:0        |
| Paris Saint-Germain                  | 2:1            | Olympique Lyon       | 1:1           | 1:0        |
| VfL Wolfsburg                        | 11:0           | SV Neulengbach       | 4:0           | 7:0        |
| Linköpings FC                        | 5:3            | Zwiezda Perm         | 5:0           | 0:3        |
| FC Barcelona                         | 1:2            | Bristol Academy      | 0:1           | 1:1        |
| 1. FFC Frankfurt                     | 9:0            | Torres               | 5:0           | 4:0        |
| Brøndby IF                           | 5:2            | Gintra Universitetas | 5:0           | 0:2        |
| Po lewej gospodarz pierwszego meczu. |                |                      |               |            |

### 1/4 finały
| Drużyna 1                            | Wynik dwumeczu | Drużyna 2           | Pierwszy mecz | Drugi mecz |
| ------------------------------------ | -------------- | ------------------- | ------------- | ---------- |
| 1. FFC Frankfurt                     | 12:0           | Bristol Academy     | 5:0           | 7:0        |
| VfL Wolfsburg                        | 4:4 (br.wyj.)  | Rosengård           | 1:1           | 3:3        |
| Glasgow City F.C.                    | 0:7            | Paris Saint-Germain | 0:2           | 0:5        |
| Linköpings FC                        | 1:2            | Brøndby IF          | 0:1           | 1:1        |
| Po lewej gospodarz pierwszego meczu. |                |                     |               |            |

### 1/2 finały
| Drużyna 1                            | Wynik dwumeczu | Drużyna 2           | Pierwszy mecz | Drugi mecz |
| ------------------------------------ | -------------- | ------------------- | ------------- | ---------- |
| VfL Wolfsburg                        | 2:3            | Paris Saint-Germain | 0:2           | 2:1        |
| 1. FFC Frankfurt                     | 13:0           | Brøndby IF          | 7:0           | 6:0        |
| Po lewej gospodarz pierwszego meczu. |                |                     |               |            |

## Finał
Finał rozgrywek odbył się 14 maja 2015 na Friedrich-Ludwig-Jahn-Sportpark w Berlinie.
| 14 maja 2015 18:00 CET | 1. FFC Frankfurt · Šašić 32' · Islacker 90+1' | 2:1(1:1)Raport | Paris Saint-Germain · 40' Delie | Friedrich-Ludwig-Jahn-Sportpark, Berlin Sędzia: Esther Staubli |
|                        |                                               |                |                                 |                                                                |

| Frankfurt | Paris |